# Sestrières
Sestrières (en italien : Sestriere) est une commune italienne, située dans les vallées occitanes, dans la ville métropolitaine de Turin, dans la région Piémont, dans le nord-ouest de l'Italie.

## Géographie
La commune de Sestrières se trouve sur le col homonyme, qui met en communication le Val Cluson et le Val de Suse. Elle est dominée au nord-ouest du Mont Fraiteve, 2 701 m, à sud-est du Mont Sises, 2 658 m, de la Pointe Rognosa (en italien Punta Rognosa di Sestriere), 3 280 m, et du Mont Motta, 2 850 m.
 Les groupes d'habitations (hameaux en français et frazioni en italien) sont "Sestriere Colle" (Sestrières-Col), sur la ligne de partage des eaux, "Sestriere Borgata" (Sestrières-Bourgade), en val Cluson, "Champlas du Col" et "Champlas-Janvier", en val de Suse.

## Histoire
L’existence de la commune est récente : sur la volonté de Benito Mussolini, elle est créée par le décret du 18 octobre 1934 à partir de la frazione Sauze di Cesana (appartenant à la commune de Cesana Torinese, de l’ex-commune de Champlas du Col qui redevient une frazione et de la frazione Borgata (appartenant à la commune de Pragela). Les pistes de ski n'avaient pas attendu la création de la commune pour prendre vie. Dès 1932, les premiers skieurs s'élançaient sur les pistes de Sestrières.
La famille Agnelli, propriétaire de la FIAT, fit construire la station et ses hôtels en forme de tour sur des plans de Vittorio Bonadè-Bottino (1889-1979), ingénieur-architecte représentatif de l'architecture totalitaire rationaliste.
La vie administrative de la commune commence le 1er janvier 1935  et un blason est choisi : une bande noire et une verte et, au milieu, une paire de ski représentant la vocation de la station de sports d’hiver de Sestrières. Le premier maire est Paolo Frà.

## Toponymie
La terminaison -iera occitane est très courante pour désigner une aire. Exemples : Pinadièra (aire des pins), Pignèra (aire où l'on ramasse les cônes pour les pignes), etc.
1. François Arnaud (alpiniste) et notaire 1843-1908 Barcelonnette en Ubaye dans deux de ses livres dit que c'est un toponyme courant lié à la Sistra Livèche ombellifère encore appelée céleri perpétuel ou ache des montagnes (Levisticum officinale), ayant de nombreux usages médicinaux.
2. Une étude du parler en Queyras de 1877[3] indique :  Sestrière. Ce nom se retrouve plusieurs fois dans les Alpes pour désigner soit des cols, soit des lieux à peu près plats. Il est fort ancien, car il était déjà employé par les Romains pour le col de Sestrière (route de Briançon à Pignerol), appelé par eux Petra ou Porta S is tr aria. Il me parait dériver du verbe Sistere, s'arrêter, et être analogue aux noms la Siète, la Pause, etc..
3. Un traité italien de toponymie 1997[4]: Cistrières (France) et Sestrières (Italie),d'origine mesure de grain en latin Sextaria.

## Transports
La gare la plus proche est à 22km, à Oulx, et est nommée "Oulx Cesana Clavire Sestriere". Elle est située sur la ligne du Fréjus qui relie Turin à la frontière française. Elle est desservie entre autres par les TGV qui vont de Paris à Milan. La gare de Briançon, de l'autre côté de la frontière française, est à 34 km et permet également de relier Sestrieres à Paris (train de nuit) et aux différents réseaux régionaux français. 

## Sport

### Station de sports d'hiver
Créée en 1932, la station de Sestrières fait partie du domaine skiable italo-français de la Via Lattea (Voie Lactée). Elle a accueilli les Championnats du monde de ski alpin 1997 et les Jeux olympiques de Turin en 2006. Par ailleurs, elle est régulièrement utilisée pour les Coupes du monde de ski alpin.

### Autres sports
C'est dans le stade de la ville que l'Ukrainien Sergueï Bubka établit le 31 juillet 1994 un record du monde du saut à la perche avec un saut à 6,14 mètres, record battu le 15 février 2014 par Renaud Lavillenie à Donetsk.
Le lieu accueille toujours annuellement la Course de côte Cesana - Sestrières, ayant compté près de vingt fois pour le Championnat d'Europe de la montagne, entre 1963 et 1992.

### Cyclisme

#### Tour d'Italie
Sestrières, montée classée en troisième catégorie, accueille parfois des arrivées du giro, souvent précédée par le col du Finestre. La première coureur à s'y être imposé a été l'Espagnol Eduardo Chozas lors du Tour d'Italie 1991. Ensuite, en 1993, Miguel Indurain a remporté un contre-la-montre qui débutait à Pignerol alors que Pascal Richard s'est montré le plus fort l'année suivante sur la 21e étape. En 2000, un autre chrono a eu lieu avec la victoire de Jan Hruška. En 2005, José Rujano s'imposa lors de la 19e étape. En 2011, lors de l'avant-dernière étape, Vasil Kiryienka s'y imposait tandis qu'Alberto Contador conservait son maillot rose qui lui fut retiré plus tard en raison de sa suspension rétroactive. Le giro fit encore son retour en 2015 lors de l'avant-dernière étape. Fabio Aru remportait sa deuxième étape devant Ryder Hesjedal. Mais l'avance de Fabio Aru fut insuffisante pour reprendre le maillot rose à Alberto Contador, malgré une défaillance de celui-ci dans le col du Finestre. 
Trois ascensions de Sestrières ont été gravies lors de la seule avant-dernière étape du Giro 2020, dont l'arrivée de l'étape. Initialement, seule l'arrivée était prévue mais en raison des mesures contre le COVID-19, le passage en France fut interdit, annulant ainsi les passages au col Agnel, au col d'Izoard et au col de Montgenèvre. Wilco Kelderman perdit son maillot rose, distancé par le vainqueur de l'étape Tao Geoghegan Hart et également Jai Hindley. Fait inédit, Hindley endossait le maillot rose à l'arrivée pour seulement quelques centièmes d'avance au classement général sur Geoghegan Hart !
Une nouvelle arrivée est organisée lors de l'avant-dernière étape du Giro 2025. Chris Harper remporte cette étape en échappée tandis que Simon Yates prenait le maillot de rose jusque-là sur les épaules d'Isaac del Toro.

#### Tour de France
C'est dans cette station que l'américain Lance Armstrong a remporté sa toute première étape de haute montagne sur le Tour de France 1999. Les autres coureurs victorieux sur la Grande Boucle sont Fausto Coppi (1952), Claudio Chiappucci (1992) et Bjarne Riis (1996). Claudio Chiappucci avait notamment réalisé en 1992 une échappée monumentale, franchissant tous les cols en tête avant de gagner à Sestrières mais Miguel Indurain avait réussi à limiter les dégâts. En 2024, Sestrières est seulement traversée par l'étape reliant Pignerol à Valloire.
| Année | Étape | Catégorie | Départ de l'étape     | Distance (km) | Coureur en tête au sommet | Leader du général |
| ----- | ----- | --------- | --------------------- | ------------- | ------------------------- | ----------------- |
| 2024  | 4     | 1C        | Pignerol              | 139,6         | Stephen Williams          | Tadej Pogačar     |
| 1999  | 13    | 1C        | Le Grand-Bornand      | 214           | Lance Armstrong           | Lance Armstrong   |
| 1996  | 9     | 1C        | Le Monêtier-les-Bains | 46            | Bjarne Riis               | Bjarne Riis       |
| 1992  | 13    | 1C        | Saint-Gervais         | 255           | Claudio Chiappucci        | Miguel Indurain   |
| 1952  | 11    |           | Le Bourg-d'Oisans     | 182           | Fausto Coppi              | Fausto Coppi      |

## Administration
| Période                                  | Période     | Identité               | Étiquette    | Qualité |
| ---------------------------------------- | ----------- | ---------------------- | ------------ | ------- |
| 14 juin 2004                             | 8 juin 2009 | Andrea Maria Colarelli | Lista Civica |         |
| 8 juin 2009                              | En cours    | Valter Marin           | Lista Civica |         |
| Les données manquantes sont à compléter. |             |                        |              |         |

### Hameaux
Sestriere Colle, Borgata Sestriere, Champlas du Col, Champlas Janvier

### Communes limitrophes
Oulx, Pragela, Sauze d'Oulx, Césane, Sauze de Césane

### Évolution démographique
Habitants recensés

### Maires successifs
- Giovanni Nasi
- Franco Jayme
- Andrea Maria Colarelli